# 2016 en radio
Cet article est une chronologie thématique, pour des articles plus généraux, voir Histoire de la radio et Radiodiffusion.
Cet article concerne uniquement les stations de radio, ne prenant en compte ni les webradios ni les podcasts.
Pour ce qui concerne spécifiquement la France, voir 2016 en radio en France.
Pour ce qui concerne spécifiquement le Royaume-Uni, voir [[:2016 en radio au Royaume-Uni (en)]].
| Années de la radio : 2013 - 2014 - 2015 - 2016 - 2017 - 2018 - 2019    |
| Décennies de la radio : 1980 - 1990 - 2000 - 2010 - 2020 - 2030 - 2040 |

Cet article a pour but de présenter de façon synthétique toute l'année 2016 en radio, et cela pour tous les pays du monde. On ne retiendra en général que l'actualité des radios de caractère national ou international, afin de ne pas se perdre dans les détails des radios locales.

## Stations de radio dans le monde

### Apparues en 2016
| Radio                 | Pays        | Commentaire | Date            |
| --------------------- | ----------- | --- | --------------- |
| L'essentiel radio     | Luxembourg  | Le lancement de la première radio francophone au Luxembourg est effectif.                                        | 22 février 2016 |
| 18 nouvelles stations | Royaume-Uni | Un second multiplex de radiodiffusion fonctionnant avec la norme DAB ou DAB+ est lancé.                          | février 2016    |
| Mint                  | Belgique    | La station de radio du groupe RTBF fait son retour sur la bande FM bruxelloise, après huit ans d'absence.        | 30 mai 2016     |
| Radio Panorama        | Tunisie     | La station de radio publique est officiellement lancée après une période expérimentale démarrée le 16 août 2016. | 15 octobre 2016 |
| Misk FM               | Tunisie     | La nouvelle station de radio privé diffuse sur le Grand Tunis en langue arabe.                                   | 31 juillet 2016 |

### Disparues en 2016
| Radio        | Pays        | Commentaire | Date             |
| ------------ | ----------- | --- | ---------------- |
| Radio Italia | Belgique    | Le CSA retire l'autorisation d'émettre pour Radio Italia, à la suite du contrôle de l'exercice annuel 2015.                                      | 13 octobre 2016  |
| Pulse        | Royaume-Uni | La station de radio communautaire a fermé ses portes, démontrant la fragilité du milieu associatif, Tulip Radio ayant failli subir le même sort. | 19 décembre 2016 |

## Le média radio en 2016 et la politique

Armoiries de la Finlande.
Armoiries de Bruxelles.
Armoiries de Sibiu.
Armoiries de Timisoara.
Armoiries du Canada.
Armoiries de Genève.
Armoiries de Lausanne.
Armoiries du Burundi.
Sceau des États-Unis.
Armoiries royales du Royaume-Uni.
Armoiries de la Suisse.
Armoiries de la Belgique.
Armoiries de l'Allemagne.
Armoiries de Kinshasa.
Armoiries de Lubumbashi.
Armoiries de Montréal.
Armoiries de la France.
Armoiries de Charleroi.

Janvier 2016
- 8 janvier : Nostalgia, la petite sœur finlandaise de Nostalgie acquiert neuf nouvelles fréquences et couvre désormais 85 % du pays[7].
- 11 janvier : le quotidien luxembourgeois L'essentiel a remporté, face à NRJ et à Lor'FM, la fréquence disponible pour une radio en français dans tout le Grand Duché[8].

Février 2016
- 15 février : dans le cadre de sa stratégie de déploiement digital, NRJ Group entre au capital du réseau de chaînes lifestyle MCN Share Fraiche[9].

Mars 2016
- 16 mars : le Conseil d'administration de la RTBF a choisi le nouveau siège du groupe audiovisuel belge qui sera construit à Bruxelles[10].
- 23 mars : à la suite des attentats du 22 mars 2016 à Bruxelles, de nombreuses radios françaises et belges ont modifié leur identité visuelle[11].

Avril 2016
- 6 avril : les Radios francophones publiques et la Communauté des télévisions francophones ont fusionné pour donner naissance aux Médias francophones publics[12].
- 13 avril : douze groupes radiophoniques représentant 300 stations et 130 millions d'auditeurs se sont unis afin d'encourager la mise en place de la RNT[13].
- 18 avril : RFI România étend sa couverture en Roumanie en diffusant sur les agglomérations de Sibiu et Timișoara, soit 500 000 auditeurs potentiels supplémentaires[14].
- 27 avril : selon le CRTC, les stations commerciales au Canada disposent de moins de revenus et d'employés, alors que la société Radio-Canada passe plus de publicité[15].

Mai 2016
- 10 mai : les cartes dans le monde de la radio autour de Genève et de Lausanne sont rebattues avec le mariage de One FM avec Rouge FM[16].
- 30 mai : Mint fait son retour sur la bande FM bruxelloise, après huit ans d'absence, en s'associant à RTL Belgium[17].

Juin 2016
- juin : le média radio touche 246 millions d'individus aux États-Unis, devant le média télévision avec 226 millions[18].
- 30 juin : l'Australien Rupert Murdoch achète le 3e groupe de radios privées du Royaume-Uni, très présent dans le sport et le DAB, pour 260 millions d'euros[19].

Juillet 2016
- du 1er au 3 juillet : la radio belge Musiq'3 soutient les réfugiés musiciens de notre époque dans le cadre d'un festival dont la thématique est Orient-Occident[20].
- 1er juillet : par la loi, le Conseil fédéral suisse permet dorénavant aux radios locales de percevoir davantage de moyens financiers de la part de l'État[21].
- du 4 juillet au 28 août : Philippe Geluck pose sa griffe sur la campagne d'été de France Musique[22].

Août 2016
- rentrée : RTL Belgium réorganise son pôle radios pour faire face aux nombreux défis stratégiques dans le développement des radios du groupe en Belgique[23].
- du 29 août au 4 septembre : plusieurs personnalités politiques allemandes s'expriment et soutiennent le développement du DAB+[24].

Septembre 2016
Octobre 2016
- du 24 au 28 octobre : sur Bel RTL, Ingrid Franssen et toute son équipe de La vie est Bel soutiennent l'association SOS Villages d'enfants[25].

Novembre 2016
- 8 novembre : en RDC, les autorités locales ont coupé le signal de RFI à Kinshasa et brouillé celui de Radio Okapi à Lubumbashi, car complices de l'opposition[26].
- 25 novembre : le conseil d'administration de CBC/Radio-Canada a retenu la proposition du groupe Broccolini pour ériger la nouvelle Maison de Radio-Canada, à Montréal[27].
- 30 novembre : CBC/Radio-Canada envisage la fin de la publicité sur toutes ses plateformes contre une hausse de son budget annuel de 318 millions de dollars[28].
- du 30 novembre au 6 décembre : Nostalgie Wallonie se mobilise pour battre le record de la 7e édition du Magic Tour, 16 tonnes de jouets ayant été récoltés en 2015[29].

Décembre 2016
- du 17 au 23 décembre : trois animateurs de la RTS s'enferment dans un studio de verre, à Lausanne, pour l'opération Cœur à Cœur contre la précarité[30],[31].
- du 17 au 23 décembre : la RTBF organise, depuis Charleroi, la 4e édition de l'opération Viva for Life, pour aider les enfants vivant dans la pauvreté en Wallonie[32].
- 21 décembre : l'ANFR indique que la diffusion du signal horaire sur le 162 kHz de France Inter Grandes Ondes sera maintenu après l'extinction de la station[33].

## Considérations techniques et progrès en 2016
- 4 janvier : les trois fréquences sur Strasbourg accordées à OUI FM, Skyrock et Mouv', brouillaient l'Allemagne depuis 2012, une solution technique a été trouvée[34].
- du 14 au 24 janvier : au Salon de l'auto, au Heysel, la RTBF expose le DAB+, disponible auprès d'un nombre croissant de constructeurs automobiles[35].
- 27 janvier : Ed Vaizey, le ministre pour la Culture et l'économie digitale, au Royaume-Uni, annonce que 8 voitures sur 10 sont désormais livrés avec un récepteur DAB[36].
- 29 janvier : l'entreprise française MultiCAM Systems vient d'installer, pour la radio Bel RTL, la technologie de l'image des programmes sans intervention humaine[37].
- 11 février : les ventes de radios numériques ont augmenté de 26 % sur un an au sein des neuf pays concernés par l'étude GfK, avec en tête les Pays-Bas et l'Allemagne[38].
- 19 février : dorénavant, un codeur RDS peut, au niveau d'un autoradio, envoyer des messages à l'auditeur et l'informer numériquement (titre d'une chanson, etc.)[39].
- du 13 au 15 mars : aux Radiodays Europe, Jorn Jensen a indiqué que 2017 verrait, en Norvège, l'arrêt des émetteurs FM au profit du DAB[40].
- 15 mars : le système MultiCAM permet, par intelligence artificielle, de réaliser des podcasts vidéo, en pilotant des caméras à partir d'un écran tactile et d'un joystick[41].
- 21 mars : les sociétés LG et IDAG annoncent la sortie du LG Stylus 2, un smartphone incluant la technologie DAB+[42].
- 8 avril : au prochain salon Prolight+Sound, Sennheiser dévoilera les nouveaux microphones MK4 et HandMic, et l'application Evolution Wireless D1[43].
- du 15 avril 2016 jusqu'à fin 2018 : les tunnels des routes nationales suisses seront équipés avec la technologie DAB+[44].
- 17 mai : le gouvernement wallon va dégager, à l'horizon 2017, la somme de 5,4 millions d'euros, pour la mise en place de la RNT en Belgique[45].
- 31 mai : la RNT progresse considérablement à travers l'Europe, avec en pointe, le Royaume-Uni, la Norvège, la Suisse, le Danemark, l'Allemagne, les Pays-Bas et l'Italie[46].
- 1er juin : le WorldDAB, réuni en groupe de travail automobile, fait progresser la démocratisation de la RNT dans les habitacles des véhicules[47].
- 4 juillet : le gouvernement flamand s'est engagé en faveur du DAB+, la radio numérique terrestre couvrant 70 % du territoire et bientôt 100 %[48].
- 8 juillet : selon l'étude Funkanalyse Bayern 2016, la numérisation de l'écoute radio en Bavière bondit de 74 % en un an[49].
- 1er août : le DAB+ fête ses cinq ans en Allemagne, les émetteurs au nombre de 79 actuellement, devant passer à 110 à la fin 2016[50].
- 2 novembre : pour Audi, le futur de la radio dans les voitures est numérique, DAB+ remplaçant la FM, pour une meilleure écoute mais aussi un gain de poids[51].
- 3 novembre : l'adoption du DAB dans les véhicules croît sur les marchés clés d'Europe, 1,7 million de voitures neuves ainsi vendues au premier semestre 2016[52].
- 15 novembre : SSR fait basculer définitivement ses programmes radio du DAB au DAB+, technologie qui concerne désormais plus de 100 stations de radio en Suisse[53].

## Manifestations liées à la radio en 2016
Partout, en Europe, des radios participent à plusieurs séminaires, salons ou conférences dédiés à la radiodiffusion. En outre, sont organisés, tout au long de l'année, des remises de prix, des concerts ou toutes sortes de manifestations, pour lesquels des stations de radio sont partenaires. Bien souvent, ces radios sont de véritables organisatrices ou co-organisatrices.
Cela étant, devant le nombre toujours croissant d'événements musicaux proposés par les stations de radio, à l'instar de Virgin Radio, il est décidé qu'à partir de la rentrée 2016, ces manifestations ne seraient plus répertoriées dans cette chronologie.

### Conférences, salons et séminaires

#### Janvier 2016
- du 18 janvier au 7 février : la 13e édition de la semaine du son se déroule partout en France, manifestation organisée dans onze pays sur trois continents[55].

#### Février 2016
- 5 février : le 7e Atelier radiophonique romand, qui se déroule à Neufchâtel, en Suisse, a pour thème la musique à la radio : le grand écart digital[56].
- 13 février : comme chaque année depuis 2011, l'Unesco propose et organise la Journée Mondiale de la Radio, dans le but de célébrer ce média[57].
- 13 et 14 février : plusieurs acteurs de la Journée Mondiale de la Radio (Villa Méditerranée[58], Action contre la faim[59], Organisation mondiale de la santé[60], European Broadcasting Union[61], France Médias Monde[62], etc.) évoquent, à leur façon, l'importance du média radio.

#### Mars 2016
- du 13 au 15 mars : après Barcelone, Berlin, Dublin et Milan, les RadioDays Europe se tiennent au Palais des congrès de Paris[63].

#### Mai 2016
- 11 mai : le WorldDAB, qui se déroule à Bruxelles, réunit des représentants des radios, des politiques et des industriels du secteur de l'automobile[64].
- 17 au 20 mai : le Medpi s'est tenu à Monaco, dans le but de faire partager la connaissance de la Radio numérique terrestre[65].

#### Août 2016
- 25 août : en Suisse, à Zurich, les organisateurs du Swiss Radioday 2016 s'attachent à rapprocher l'industrie musicale et les professionnels de la radio[66].

#### Septembre 2016
- 9 septembre : ouverture, à Amsterdam, de l'IBC 2016, le plus grand salon international broadcast après le NAB Show de Las Vegas[67].
- 19 septembre : la conférence annuelle de Matt Deegan et James Cridland se tient à Londres, pour découvrir l'univers de la radio anglaise[68].
- 26 septembre : la fine fleur de l'industrie radiophonique britannique se réunit une nouvelle fois à Londres pour le Radio Festival[69].

#### Octobre 2016
- 19 octobre : la cérémonie de remise des premiers Audio et Radio Industry Awards s'est tenue à Leeds, récompensant les meilleurs talents de la radio britannique[70].

#### Novembre 2016
- 2 novembre : sommet consacré à l'univers de l'audio, à Londres, avec notamment, pour cette 5e édition, un point sur la publicité, le podcasting et l'écoute en voiture[71].
- 9 et 10 novembre : assemblée générale du WorldDAB à Vienne, en Autriche, avec l'intervention de Patrice Gélinet au sujet du déploiement de la RNT en France[72],[73].

### Concerts, fêtes et jeux de plein air

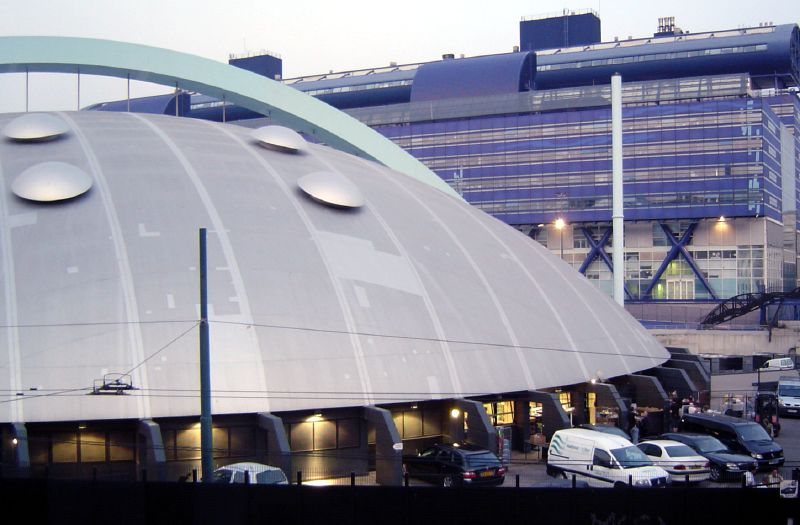
Le Dôme de Marseille.
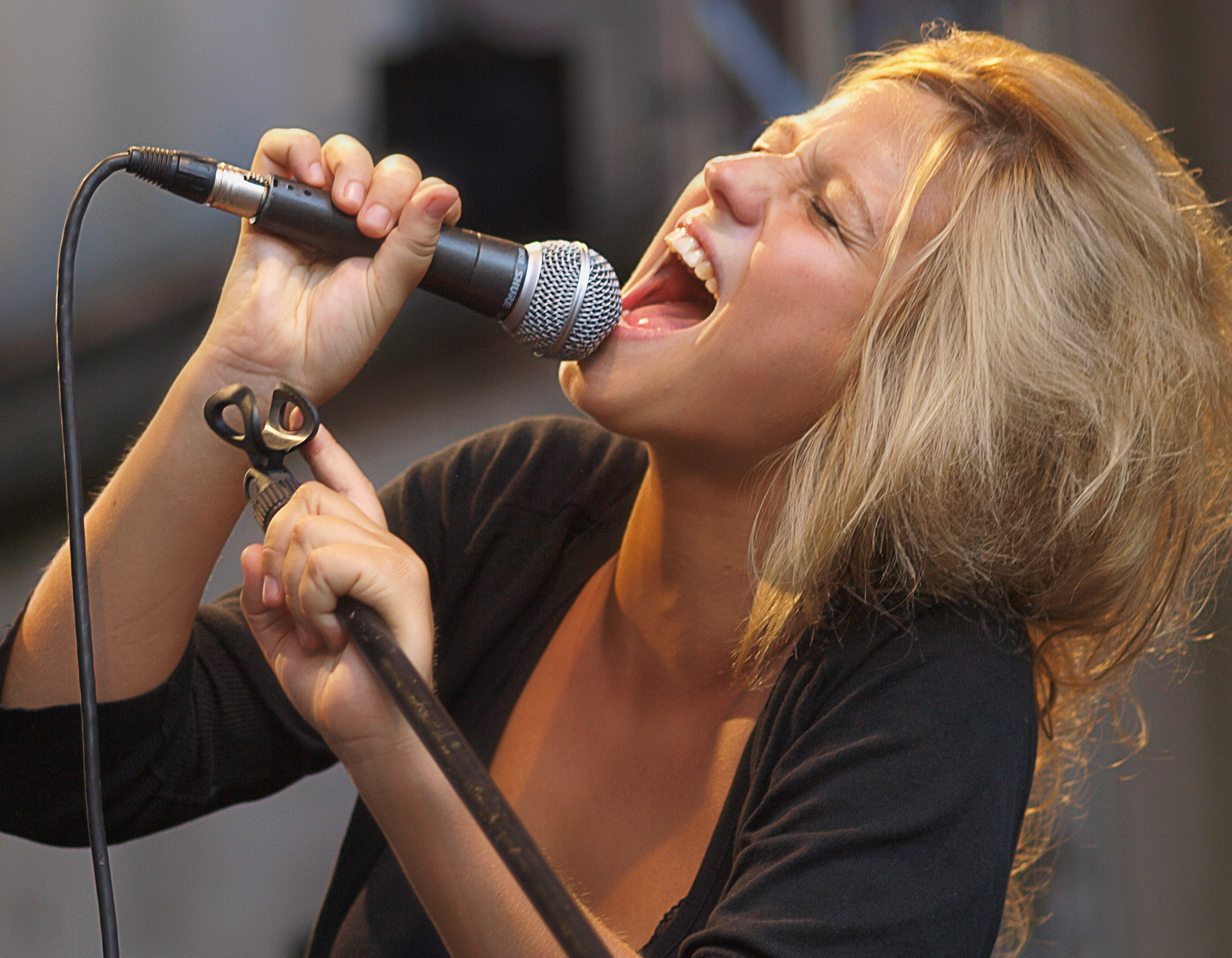
Selah Sue en 2010.
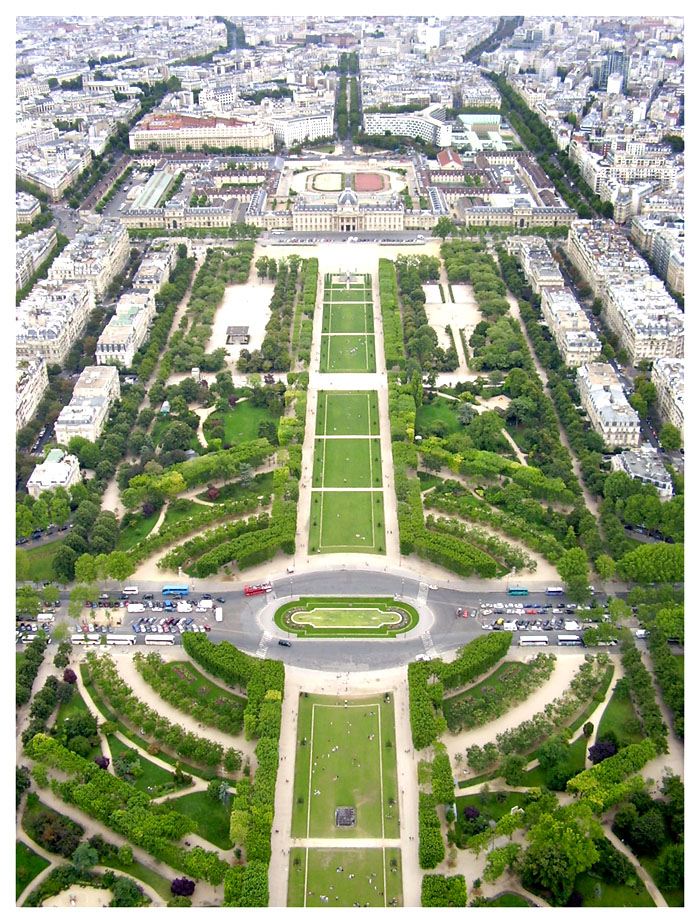
Le Champ-de-Mars à Paris.
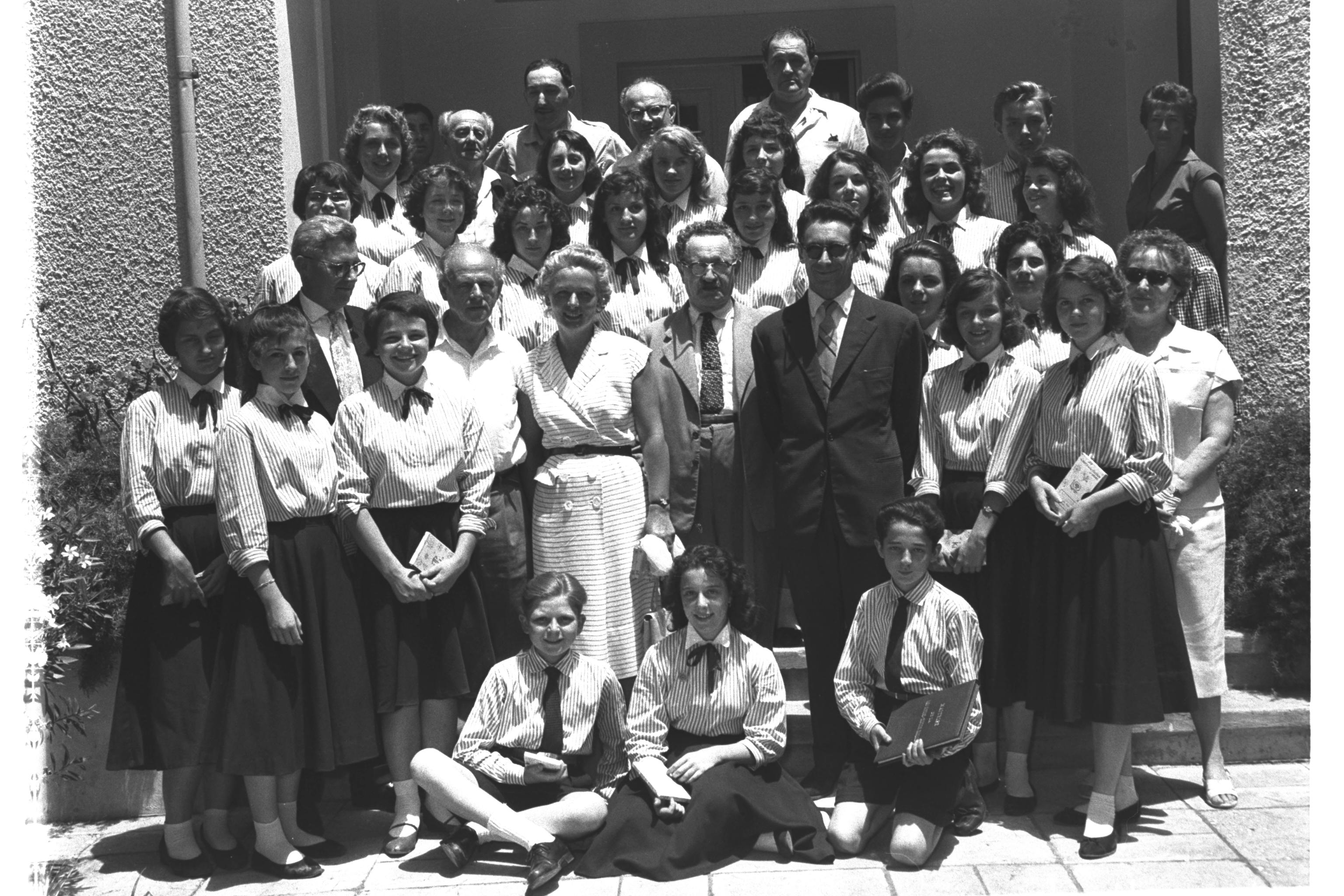
La Maîtrise de Radio France en 1958.
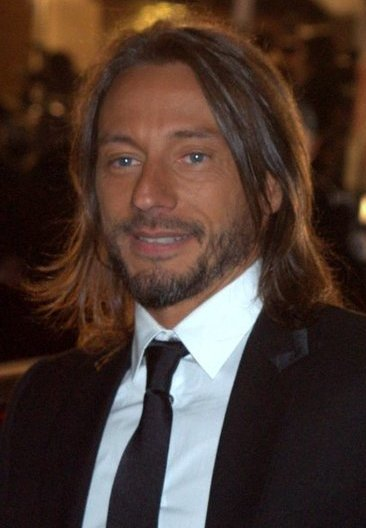
Bob Sinclar en 2011.
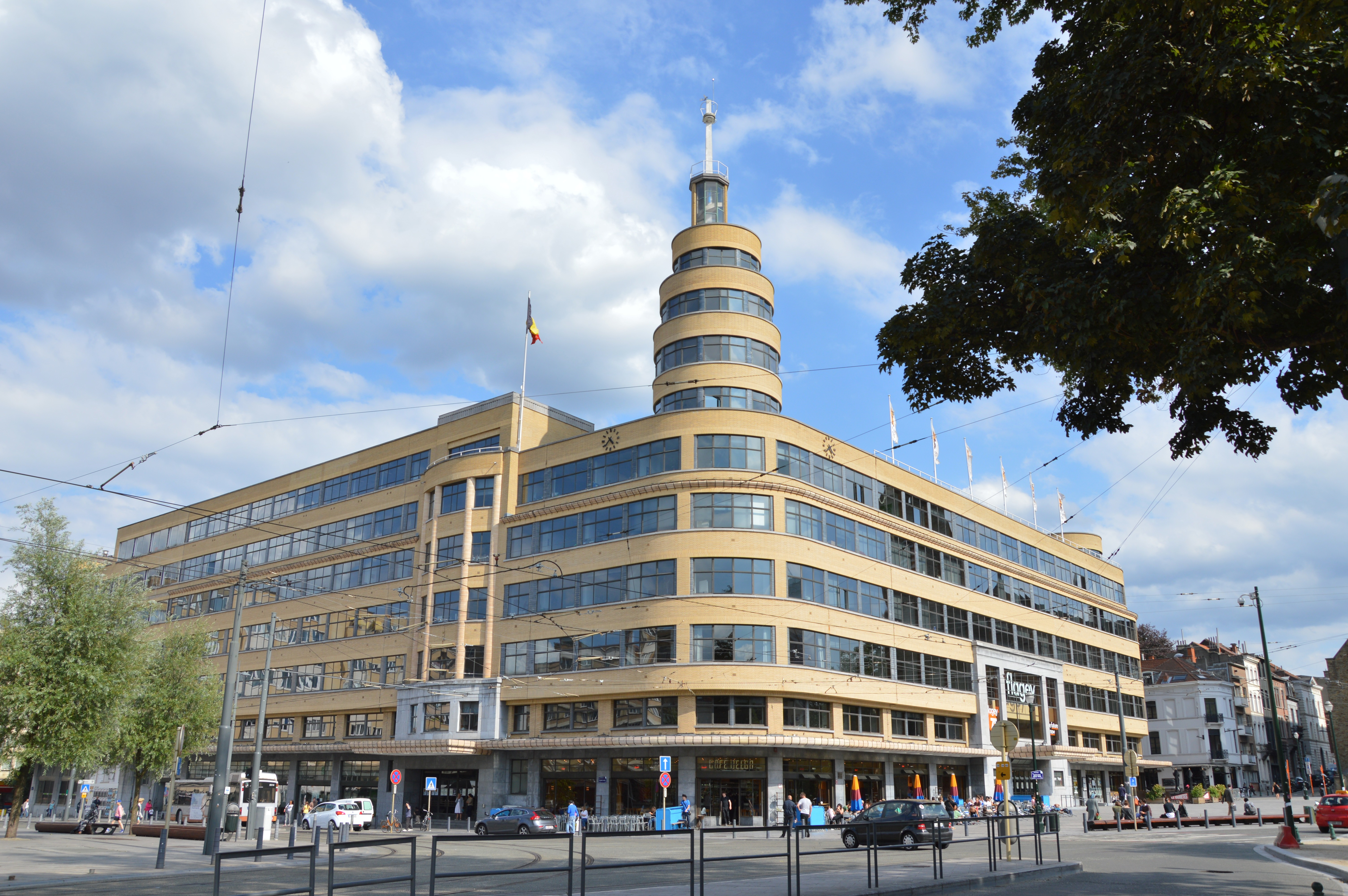
Le Flagey à Bruxelles.
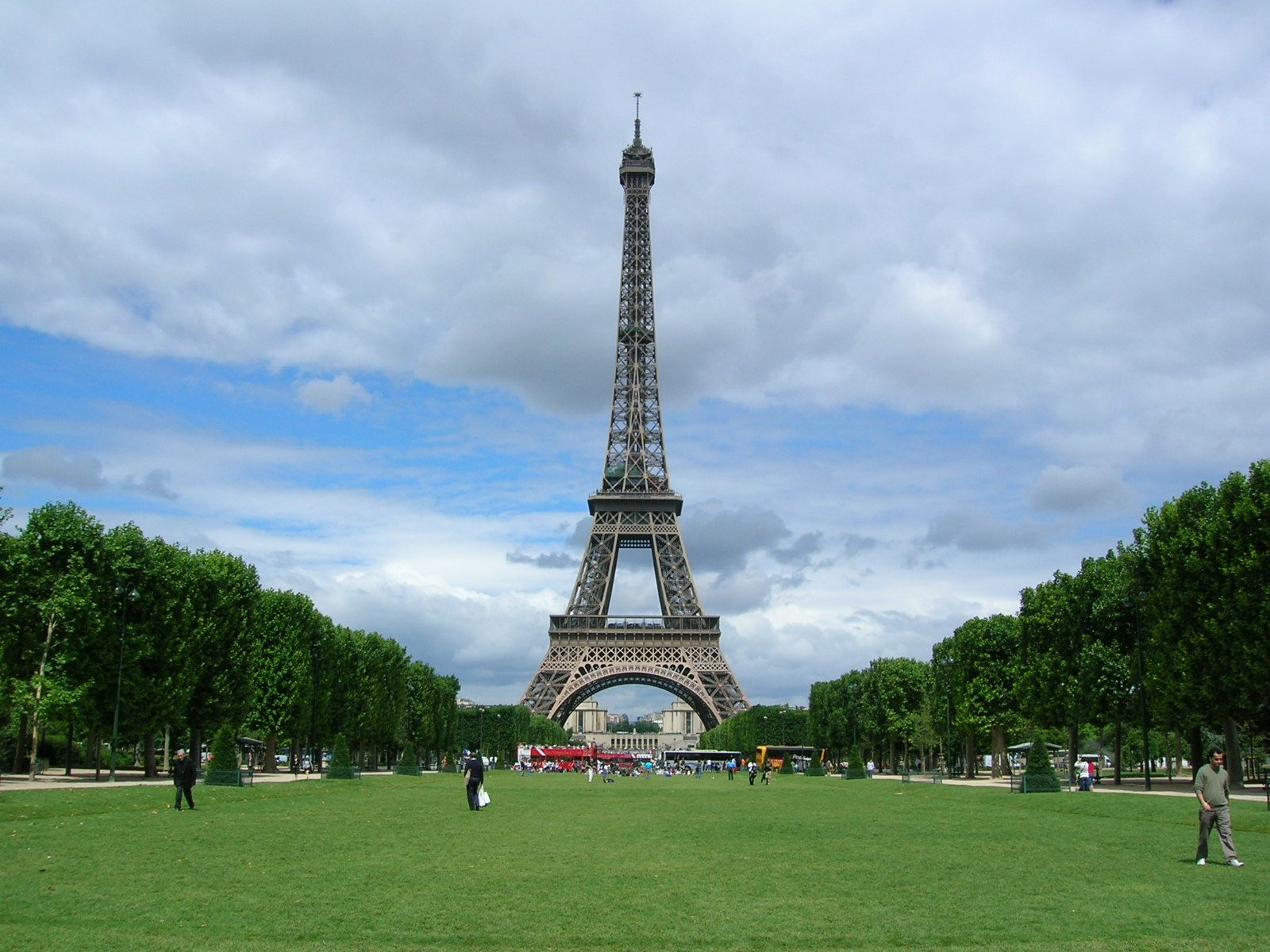
La Tour Eiffel au Champ de Mars.
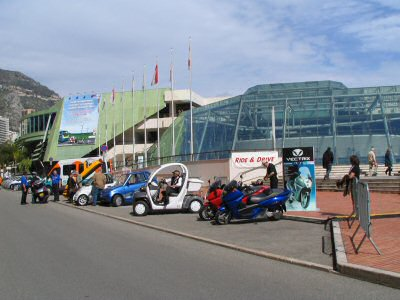
Le Grimaldi Forum Monaco.
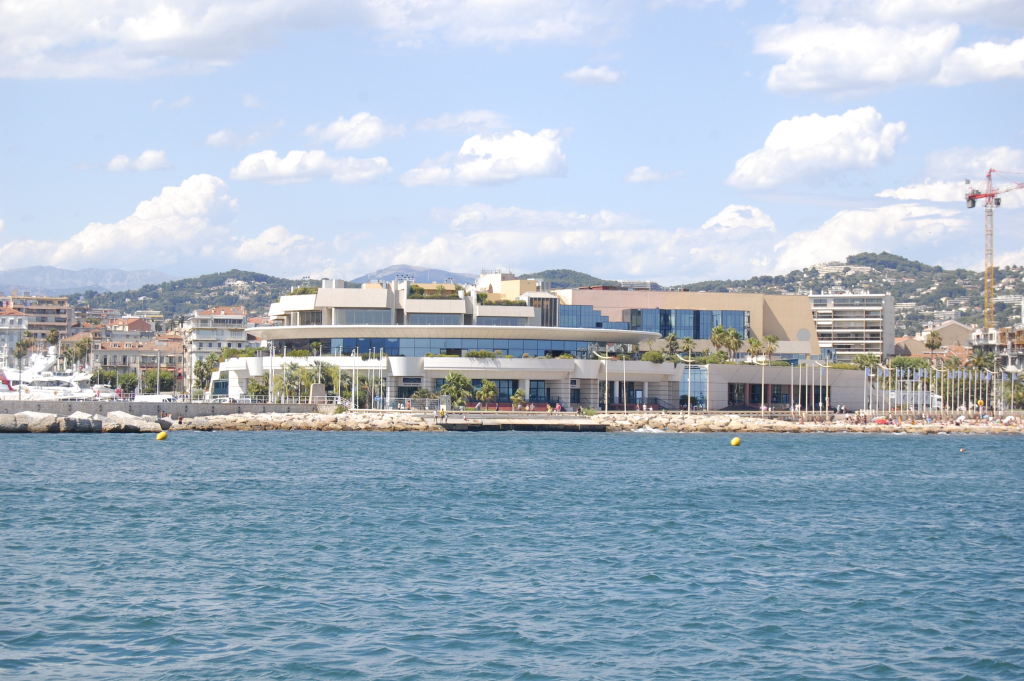
Le Palais des festivals et des congrès de Cannes.
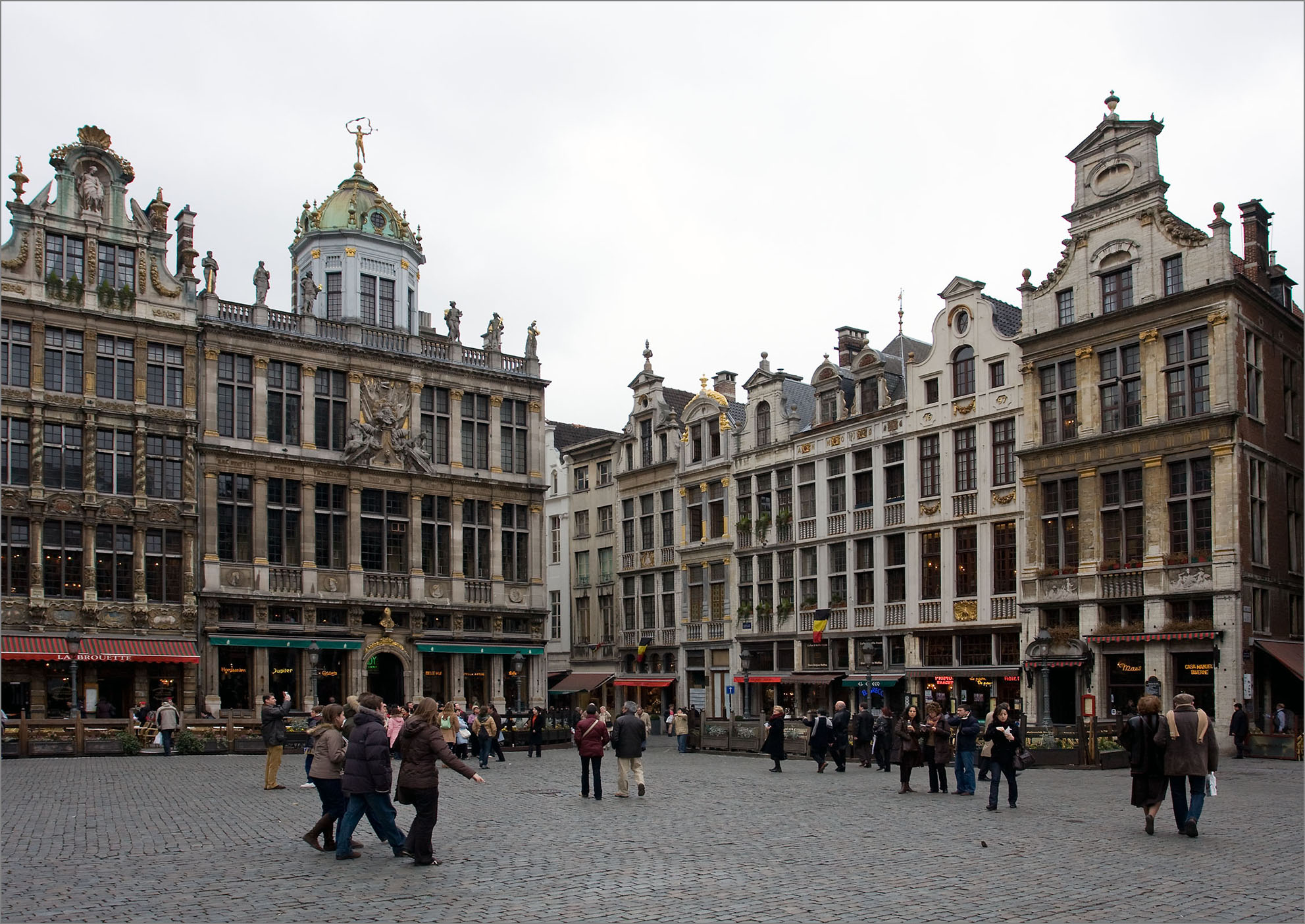
La Grand Place de Bruxelles.
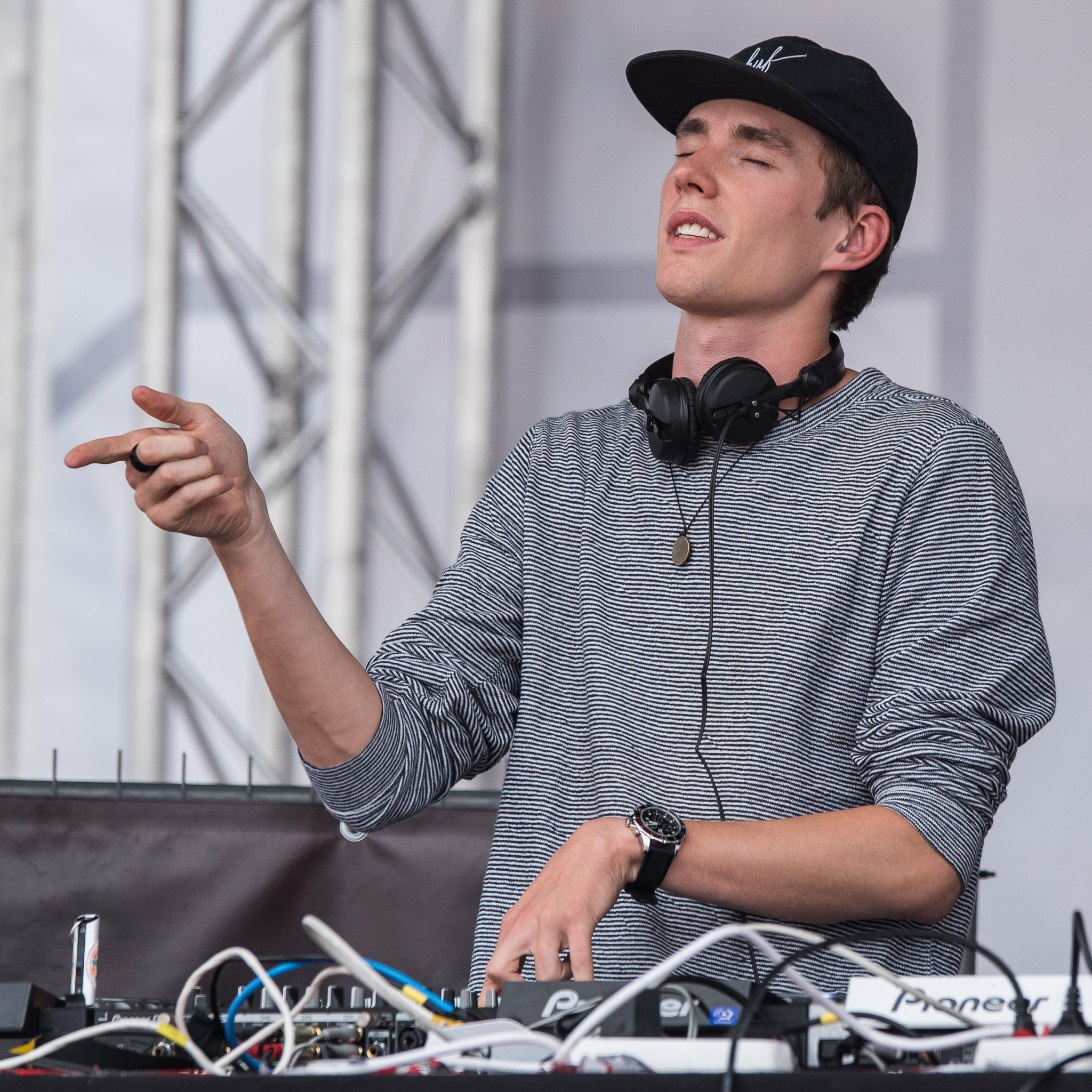
Lost Frequencies en 2016.

#### Janvier 2016
- 22 janvier : quatre des radios de la RTBF organisent les D6Bels Music Awards, pour récompenser des artistes musicaux en Communauté française de Belgique[74].
- 28 janvier : la soirée Electroshock Virgin Radio réunit les grands DJ du moment au Dôme de Marseille[75].

#### Mars 2016
- 21 mars : Chérie FM Belgique organise un concert privé de l'artiste belge Selah Sue à l'Event Lounge de Bruxelles[76].
- du 27 mars au 10 avril : dans le cadre de Pâques, Nostalgie Belgique organise une chasse aux œufs géante à travers la Wallonie et à Bruxelles[77].

#### Avril 2016
- 1er avril : la soirée ElectroShock Virgin Radio s'installe à Toulouse pour 9 000 auditeurs de la station[78].
- 8 avril : Fun Radio invite, à l'AccorHotels Arena de Paris, l'Ushuaïa Beach Club, le plus grand club Dance-Electro du Monde, qui vient d'Ibiza[79].
- 30 avril : pour la 3e fois, le NRJ Music Tour réunit, à Compiègne, sur une scène de la Place du Palais, les artistes prisés par les auditeurs de la station NRJ[80].

#### Mai 2016
- 27 mai : NRJ organise un concert gratuit, à Bruxelles, pour mille invités, dont les places ont été gagnées sur l'antenne de la station[81].

#### Juin 2016
- du 8 juin au 10 juillet : RMC est partenaire de Paris pour l'Euro 2016 et est associée aux animations du Champ de Mars et des Berges de Seine[82].
- 10 juin et 10 juillet : le Chœur et la Maîtrise de Radio France, sous la direction de Sofi Jeannin, jouent les hymnes des matchs d'ouverture et de finale de l'Euro 2016[83].
- 23 juin : Fun Radio organise le concert intitulé Party Fun Live sur la plage Borély, à Marseille, avec notamment Bob Sinclar[84].

#### Juillet 2016
- du 1er au 3 juillet : la 6e édition du Festival Musiq'3, à Bruxelles, a comptabilisé 9 300 entrées payantes au Flagey et au Théâtre Marni[85].
- 5 juillet : Lagardère Sports et Virgin Radio présentent L'Electro Summer, un show 100 % Electro avec les plus grands DJs au pied de la Tour Eiffel[86].
- 21 juillet : pour la fête nationale belge, Nostalgie Belgique installe une scène en plein air, à Bruxelles, pour des concerts gratuits mettant à l'honneur les Années 1980 et 1990[87].

#### Août 2016
- 27 et 28 août : weekend consacré au secteur du handicap, à Mettet, en Belgique, organisé par CAP48 et les radios VivaCité, Classic 21 et Pure FM[88].

#### Septembre 2016
- 15 septembre : concert très très privé pour 150 auditeurs de Mint, sélectionnés pour venir voir les artistes belges du moment à La Maison du peuple de Saint-Gilles[89].
- 23 septembre : le NRJ Music Tour réunit toutes les vedettes des auditeurs de NRJ Belgique, à l'occasion du dernier concert de la tournée, à Marche-en-Famenne[90].

#### Octobre 2016
- 6 octobre : la 7e édition d'une soirée Electroshock, proposée par Virgin Radio, a lieu au Zénith de Paris[91].
- 12 octobre : la 5e édition des NRJ DJ Awards se déroule au Grimaldi Forum Monaco[92].
- du 19 au 23 octobre : les Fun Radio DJ Awards se déroulent à Amsterdam[93].

#### Novembre 2016
- 12 novembre : 18e cérémonie des NRJ Music Awards, présentée par Nikos Aliagas, en direct du Palais des festivals et des congrès de Cannes[94]
- 30 novembre : Bel RTL présente un concert de Lost Frequencies sur la Grand-Place de Bruxelles, le DJ étant invité dans On Refait Le Monde sur Bel RTL le soir-même[95].

#### Décembre 2016
- 11 décembre : la radio belge Musiq'3 organise un concert au profit de l'opération de solidarité Viva for Life, au Flagey[96].
- 24 décembre : le camion de Noël Coca-Cola livre le message personnel d'un auditeur de Bel RTL à la personne qui lui est chère[97].

### Livres, disques, films et jeux de société

#### Mars 2016
- 22 mars : le livre de la consultante américaine Valérie Geller, intitulé Puissance Radio, est un pavé de 500 pages qui semble incontournable pour les professionnels[98].

#### Juillet 2016
- 4 juillet : Radio FG annonce la sortie de la compilation FG Tendances #Electro Summer 2016, laquelle réunit les meilleurs titres découverts par la station[99].
- 11 juillet : la compilation NRJ Summer Hits Only 2016 est en tête des ventes de compilation depuis sa commercialisation le 24 juin 2016, selon GfK Music[100].

#### Août 2016
- du 23 au 28 août : RTL devient le nouveau partenaire du Film francophone d'Angoulême[101].

#### Novembre 2016
- 2 novembre : Mathieu Quétel est l'auteur d'un ouvrage, paru aux Éditions Kawa, qui traite en particulier du lobbying dans les médias tels que Radio France[102].
- 15 novembre : composée de trois CDs, la compilation des NRJ Music Awards 2016 réunit 69 titres d'artistes français et internationaux[103].
- 25 novembre : Virgin Radio propose une nouvelle compilation dénommée Virgin Radio 2017, regroupée sur trois CDs[104].

#### Décembre 2016
- 12 décembre : sortie d'une compilation des plus grands airs d'opéra dans un coffret de Musiq'3 dont les textes sont signés Patrick Leterme et les illustrations Étienne Duval[105].

## Nominations à des postes-clés en 2016
- Jean-Paul Philippot, Administrateur général de la RTBF, est réélu Président de l'UER jusqu'à fin 2018[106].
- Bob Shennan est nommé Directeur Radio de la BBC le 21 octobre 2016, en remplacement d'Helen Boaden[107].

## Prix en 2016
- Concours de Devreporter Network : Daphné Gastaldi remporte à Barcelone ce concours le 5 février 2016, pour la série de reportages sur les roms diffusée sur RFI[108].
- Bourse Payot 2016 décernée par les Médias francophones publics : Romain Bardet, jeune journaliste à la Radio télévision suisse remporte cette bourse[109].
- Prix Ondas 2016 dans la catégorie Radio : la fiction radiophonique Beaux jeunes monstres diffusée en Belgique sur La Première est récompensée[110].
- Prix Jeune soliste 2017 des Médias francophones publics : décerné, à Montréal, à la jeune pianiste française Nathalia Milstein[111].
- 54e prix du journalisme des Médias francophones publics : le lauréat est Nicolae Schiau, de la RTS, pour son reportage Exil : la route des migrants vécue de l'intérieur[112].
- Prix de la presse diplomatique 2016 : attribué le 8 décembre 2016 à Gwendoline Debono, grand reporter à Europe 1, récompensée ainsi pour sa couverture du conflit irakien[113].
- Grand Prix de la presse internationale 2016 (catégorie radio) : David Thomson, grand reporter à RFI, reçoit ce prix le 12 décembre 2016[114].
- Prix Philippe Chaffanjon 2016 (catégorie reportage haïtien) : Michel Joseph est le lauréat pour « Adoption en Haïti - Cri de désespoir »[115].

## Décès en 2016
- Shaolin, animateur de radio brésilien, est mort des suites d'une infection respiratoire le 14 janvier 2016 à Campina Grande, à l'âge de 44 ans[116].
- Terry Wogan, animateur de radio irlandais à la BBC, est mort le 31 janvier 2016 à Taplow en Angleterre, à l'âge de 77 ans[117].
- Ronnie Corbett, animateur de radio britannique, est mort le 31 mars 2016 à Croydon, en Angleterre, à l'âge de 85 ans.
- Lucille Dumont, animatrice de radio québécoise et formatrice en chant durant 40 ans, est morte le 29 juillet 2016 à l'âge de 97 ans[118].

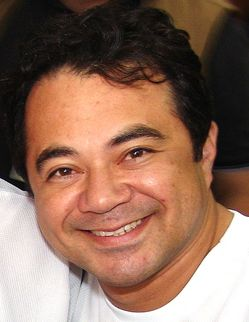
Shaolin en 2007.
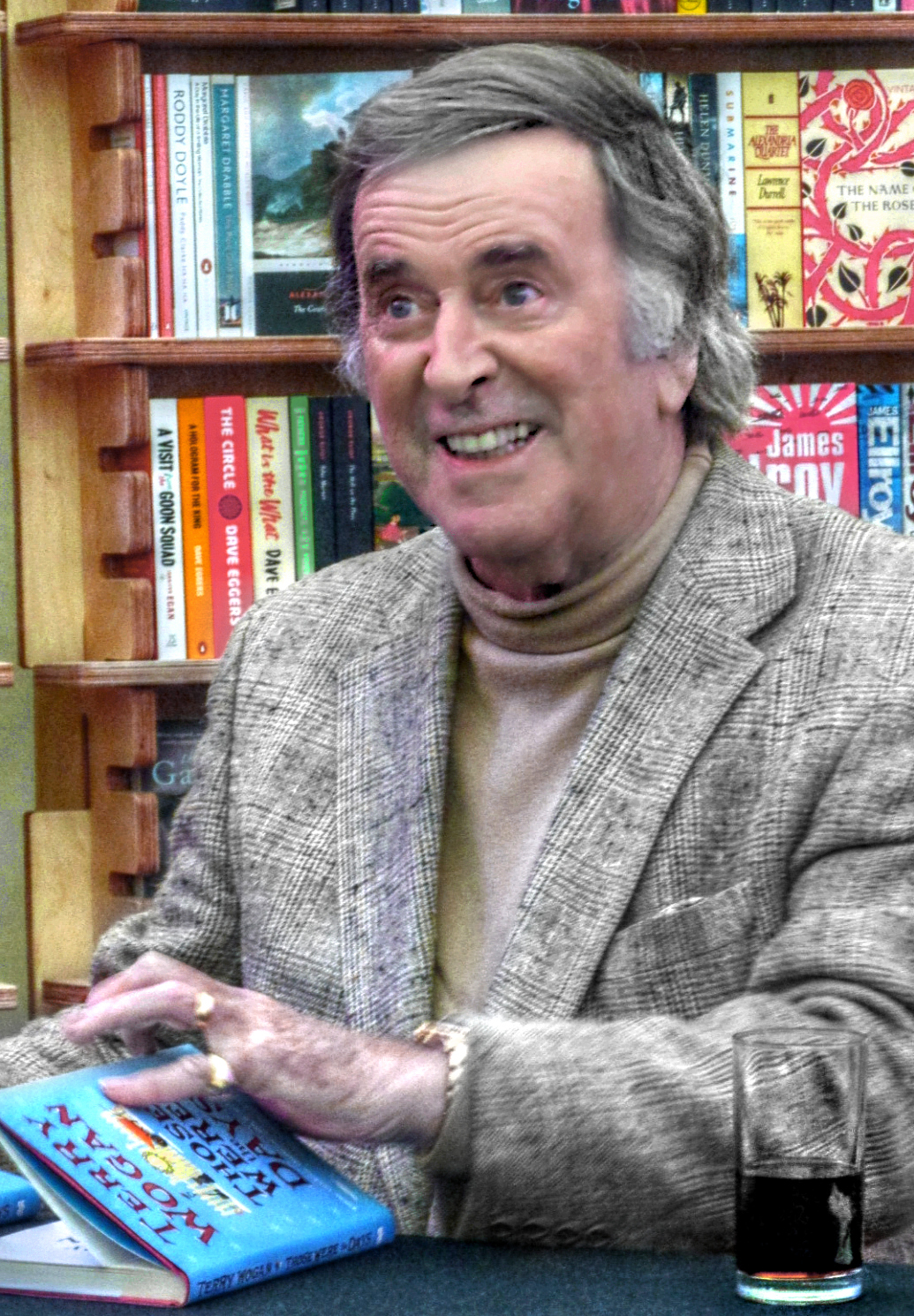
Terry Wogan en 2015.
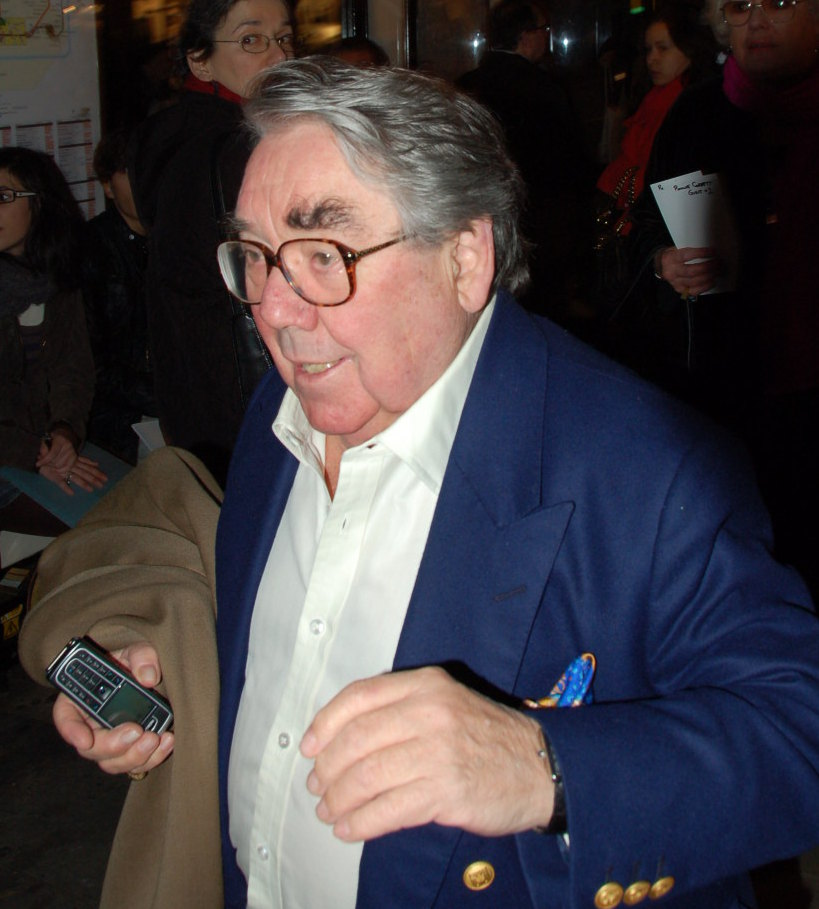
Ronnie Corbett en 2010.
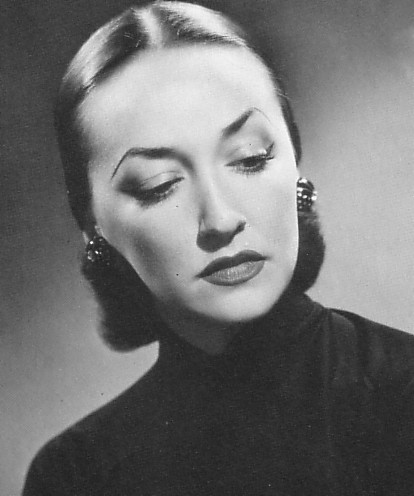
Lucille Dumont en 1940.